# Margit Fekete
Margit Fekete, coniugata Fischerné (Budapest, 1929 – Londra, 25 giugno 2019), è stata una cestista ungherese.
Era la sorella di Ilona Fekete.

## Carriera
Con l'Ungheria ha disputato quattro edizioni dei Campionati europei (1950, 1952, 1954, 1956).